# Vierpunter
Een vierpuntsvelddoelpunt (ook wel een vierpunter) is een velddoelpunt in een basketbalspel.
Een deel van het veld is aangewezen voor een vierpuntopname. Het aangewezen gebied is doorgaans verder van de basket dan de lijn voor een driepunter. Een succesvolle poging is vier punten waard, in tegenstelling tot de drie punten die worden toegekend voor een schot voorbij de driepuntlijn, twee punten toegekend voor velddoelpunten gemaakt binnen de driepuntlijn en één punt voor elk gemaakte vrije worp.
De vierpunter werd in competitie geïntroduceerd door de Harlem Globetrotters. De BIG3 basketball league is de enige huidige profcompetitie die gebruik maakt van het vierpuntsvelddoelpunt. In BIG3 zijn er drie verschillende cirkels buiten de driepuntlijn die is aangeduid als een vierpuntsgebied. Een vierpuntsvelddoelpunt wordt geprobeerd wanneer een speler schiet terwijl een deel van het lichaam van de speler een deel van de vierpuntlijn raakt.